# Dasychira pini
Dasychira pini är en fjärilsart som beskrevs av Dyar 1911. Dasychira pini ingår i släktet Dasychira och familjen tofsspinnare. Inga underarter finns listade i Catalogue of Life.